# Unverlierbare Schraube

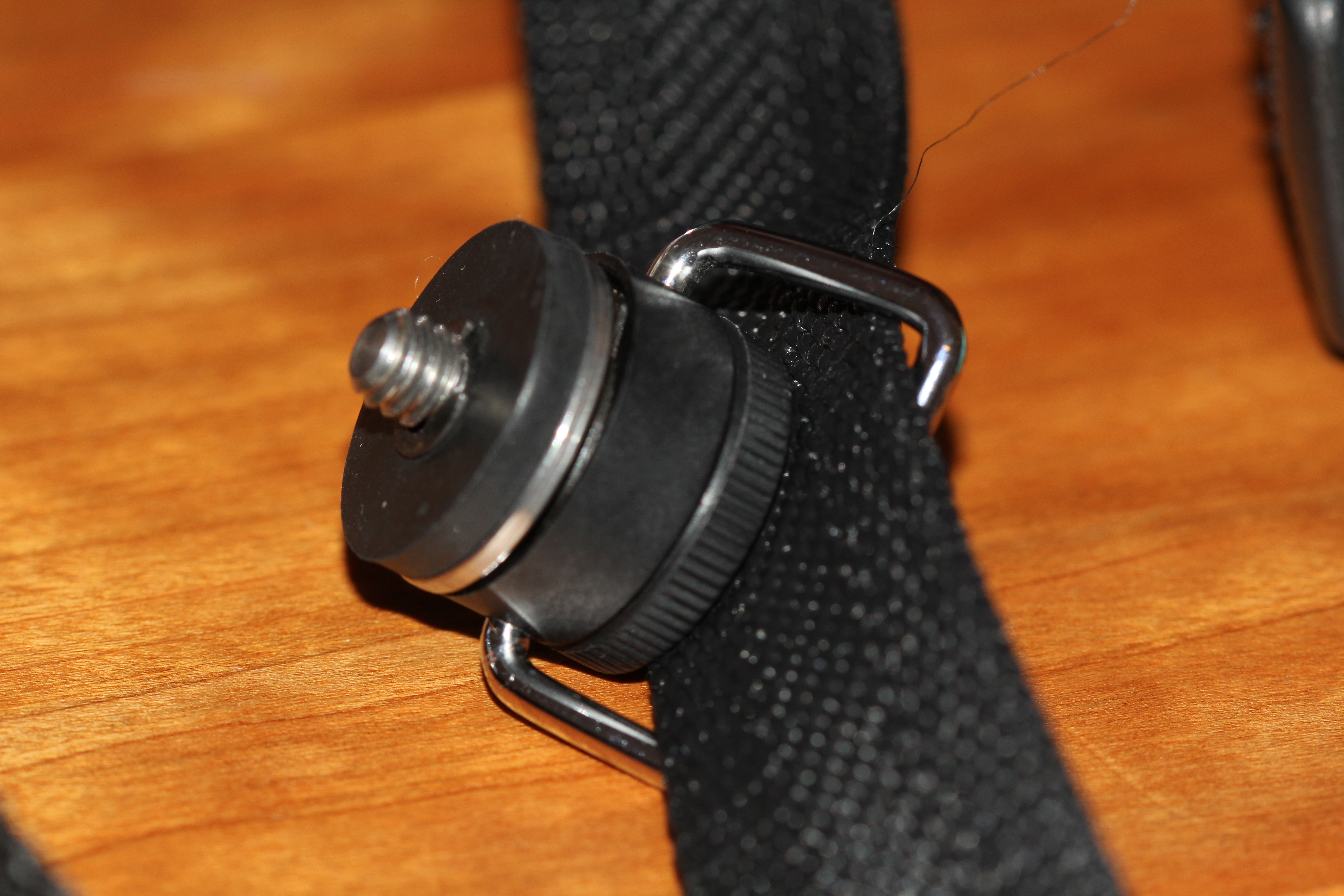
Stativgewindeschraube an einem Kameragurt; die Schraube ist durch einen Sicherungsring gesichert.

Unverlierbare Schrauben werden Schrauben genannt, die eine zusätzliche Sicherung gegen das Verlieren nach dem Lösen aufweisen. Hierbei soll die Schraube, nach Lösen der Schraubverbindungen, in einem der dazugehörigen Bauteile unverlierbar verbleiben.
Zu unterscheiden sind unverlierbare Schrauben von selbstsichernden Muttern und Schrauben, die mit Schraubensicherungsmittel selbsthemmend ausgerüstet werden, um ein selbsttätiges Lösen zu verhindern.

## Bezug zur Maschinenrichtlinie
Bei Maschinen, die mit feststehenden, trennenden Schutzeinrichtungen ausgerüstet sind, müssen Verbindungselemente gemäß der Richtlinie 2006/42/EG (Maschinenrichtlinie) nach dem Lösen an einer der zu verbindenden Komponenten verbleiben, um die Anforderung für eine CE-Kennzeichnung zu erfüllen: „Die Befestigungsmittel müssen nach dem Abnehmen der Schutzeinrichtungen mit der Schutzeinrichtung oder mit der Maschine verbunden bleiben“.

### Verwendung
Aufgrund obiger Richtlinie kommen solche Schraubverbindungen an Sicherheitsverkleidungen von Anlagen zum Einsatz. Der Einsatz unverlierbarer Schrauben erfolgt zusätzlich überall dort, wo deren Verlust mit einem zu vermeidenden Risiko verbunden wäre.

## Verwendung in Konsumgütern

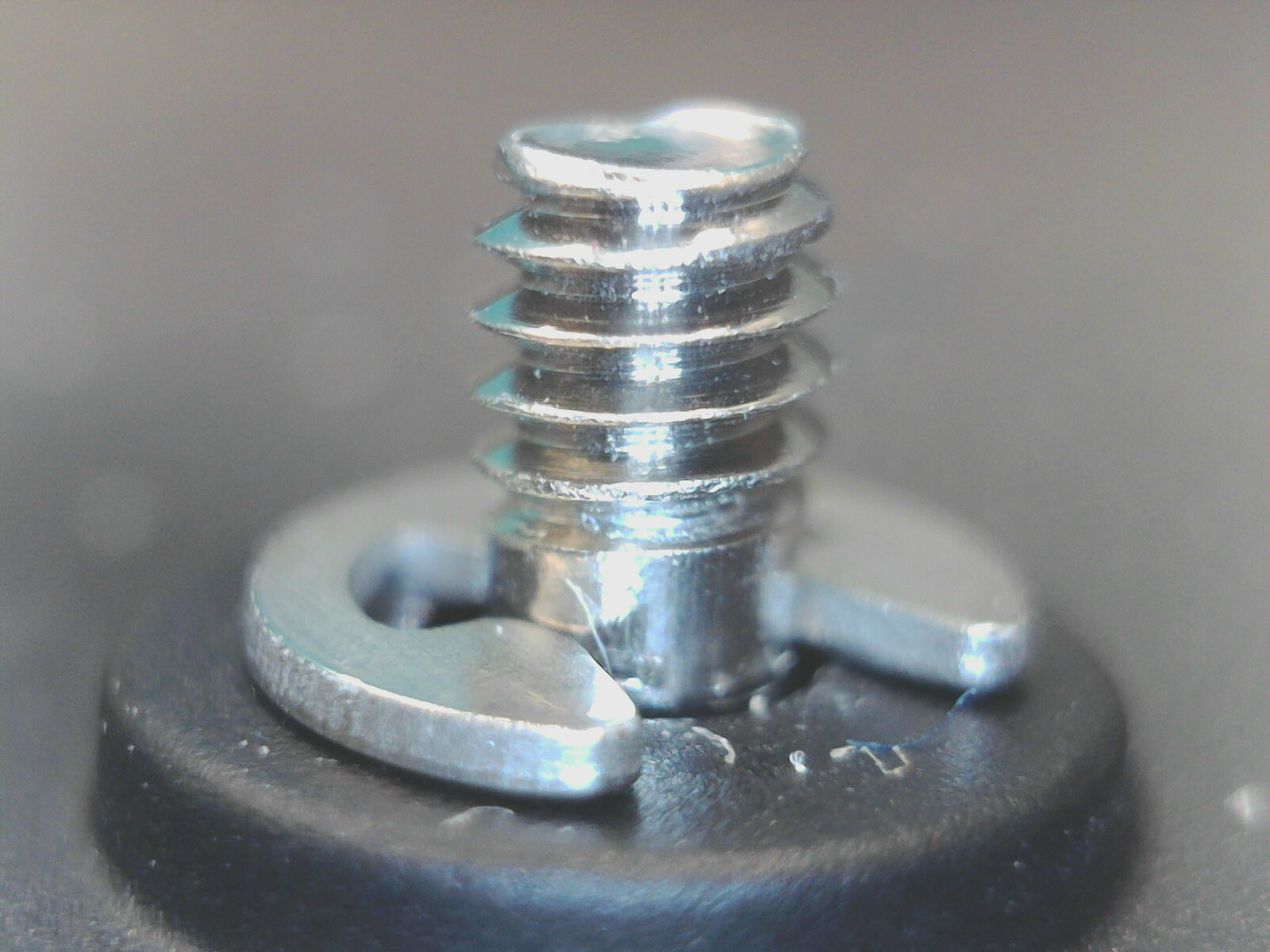
E-Ring an der Batteriefachschraube
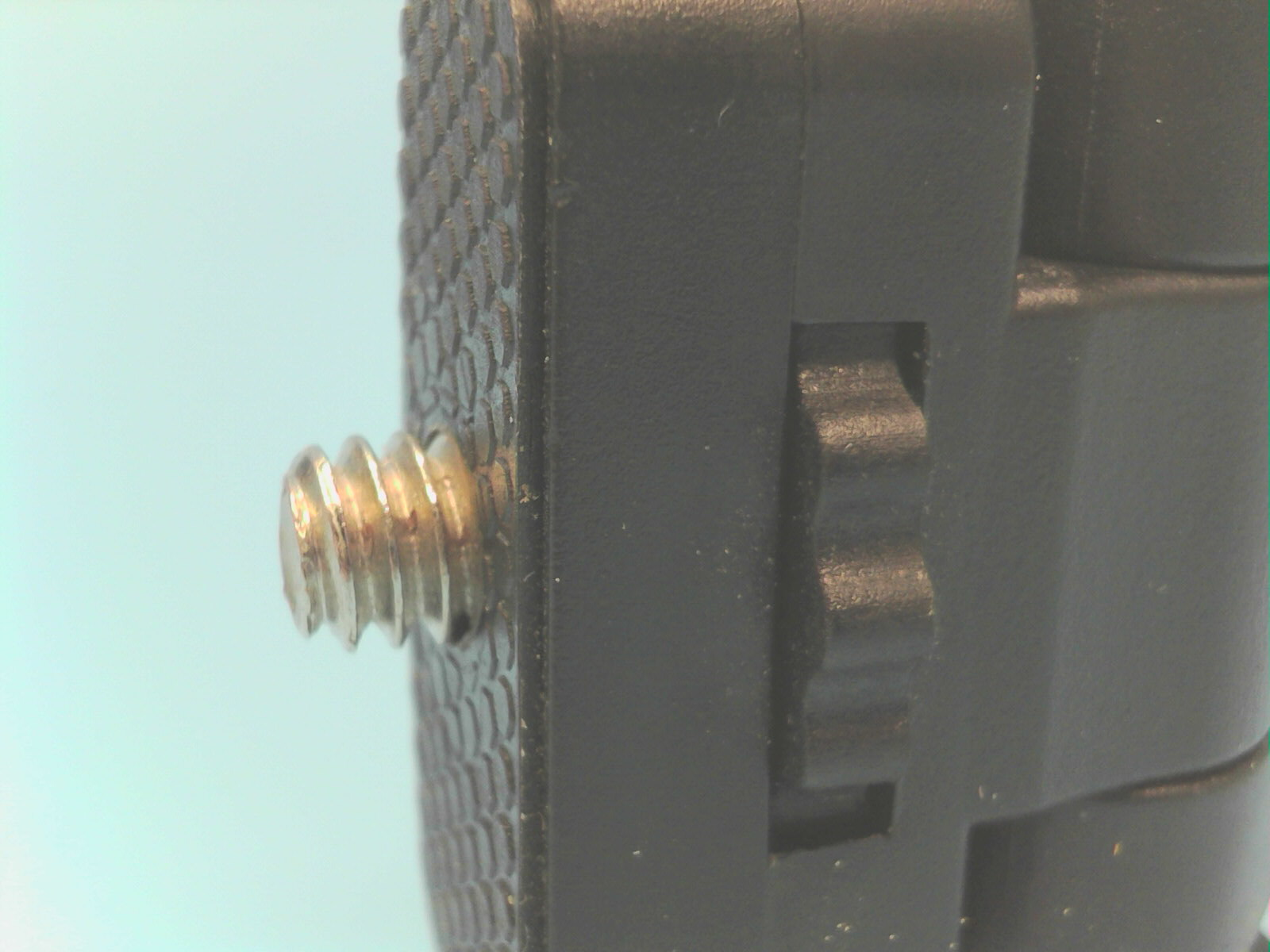
Unverlierbare Schraube an einem Selfie-Stick
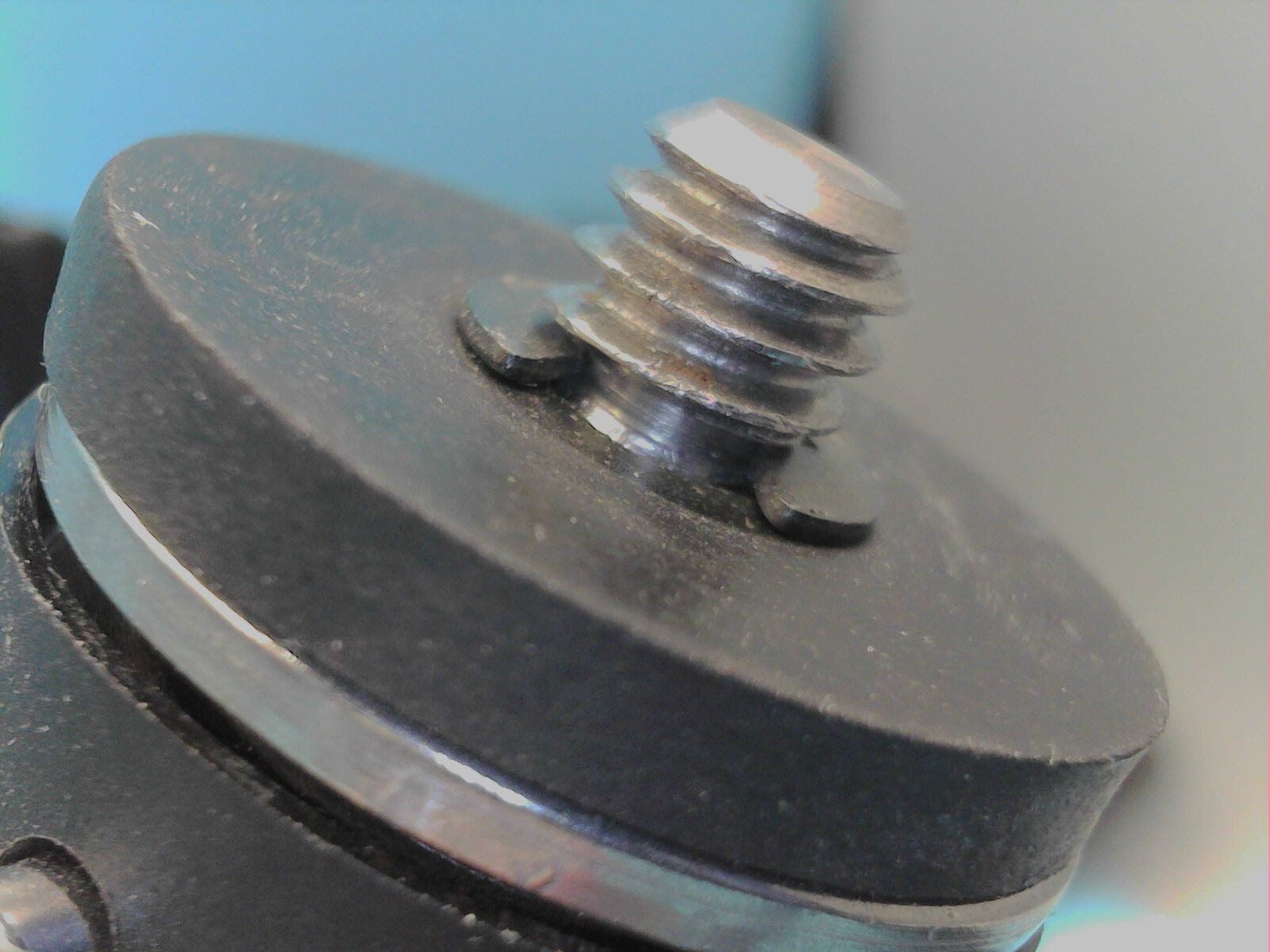
E-Ring an der Schraube eines Kameragurts